# Staniszewskie Błoto
Staniszewskie Błoto este o arie protejată (sit de importanță comunitară — SCI) din Polonia întinsă pe o suprafață de 917,17 ha, integral pe uscat.

## Localizare
Centrul sitului Staniszewskie Błoto este situat la coordonatele 54°22′26″N 18°02′09″E / 54.374°N 18.0359°E.

## Înființare
Situl Staniszewskie Błoto a fost declarat sit de importanță comunitară în aprilie 2004 pentru a proteja 2 specii de animale.

## Biodiversitate
Situată în ecoregiunea continentală, aria protejată conține 7 habitate naturale: Lacuri și iazuri distrofice naturale, Turbării active, Mlaștini oligotrofe degradate, capabile încă de regenerare naturală, Mlaștini turboase de tranziție și turbării mișcătoare, Depresiuni pe substraturi de turbă de Rhynchosporion, Păduri de fag Luzulo-Fagetum, Mlaștini împădurite.
La baza desemnării sitului se află mai multe specii protejate:
- mamifere (1): vidră de râu (Lutra lutra)
- nevertebrate (1): Unio crassus